# 奥托尔
奥托尔，是西班牙拉里奥哈自治区的一个市镇。总面积85平方公里，总人口3668人（2001年），人口密度43人/平方公里。